# Trema-roques
El Trema-roques és una muntanya de 922 metres que es troba al municipi de Sora, a la comarca d'Osona.